# Przejście graniczne Głomno-Bagrationowsk
Przejście graniczne Głomno-Bagrationowsk – polsko-rosyjskie kolejowe przejście graniczne położone w województwie warmińsko-mazurskim, w powiecie bartoszyckim, w gminie Bartoszyce, w miejscowości Głomno.
Przejście graniczne Głomno (Bartoszyce)-Bagrationowsk powstało dzięki umowie między Rządem Rzeczypospolitej Polskiej a Rządem Federacji Rosyjskiej. Czynne jest przez całą dobę. Dopuszczony jest ruch środków transportowych i towarów niezależnie od przynależności państwowej. Aktualnie nieczynne. Przejście graniczne obsługuje Placówka Straży Granicznej w Bezledach.
W okresie istnienia Związku Radzieckiego funkcjonowało w tym miejscu polsko-radzieckie kolejowe przejście graniczne Bartoszyce (Bezledy). Dopuszczony był ruch towarowy. Charakter przewozów określało Ministerstwo Komunikacji.